# Liliental

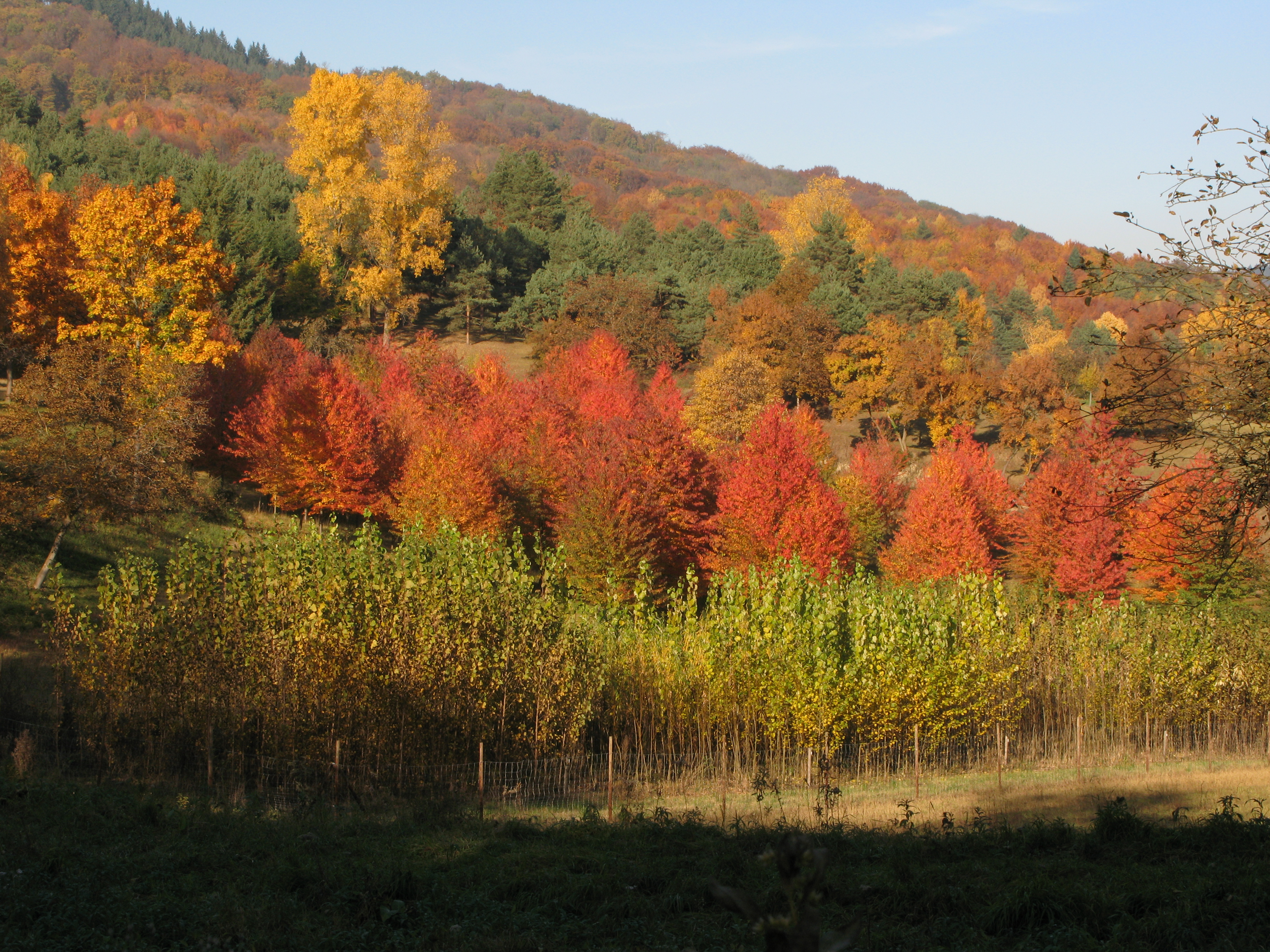
Im herbstlichen Liliental

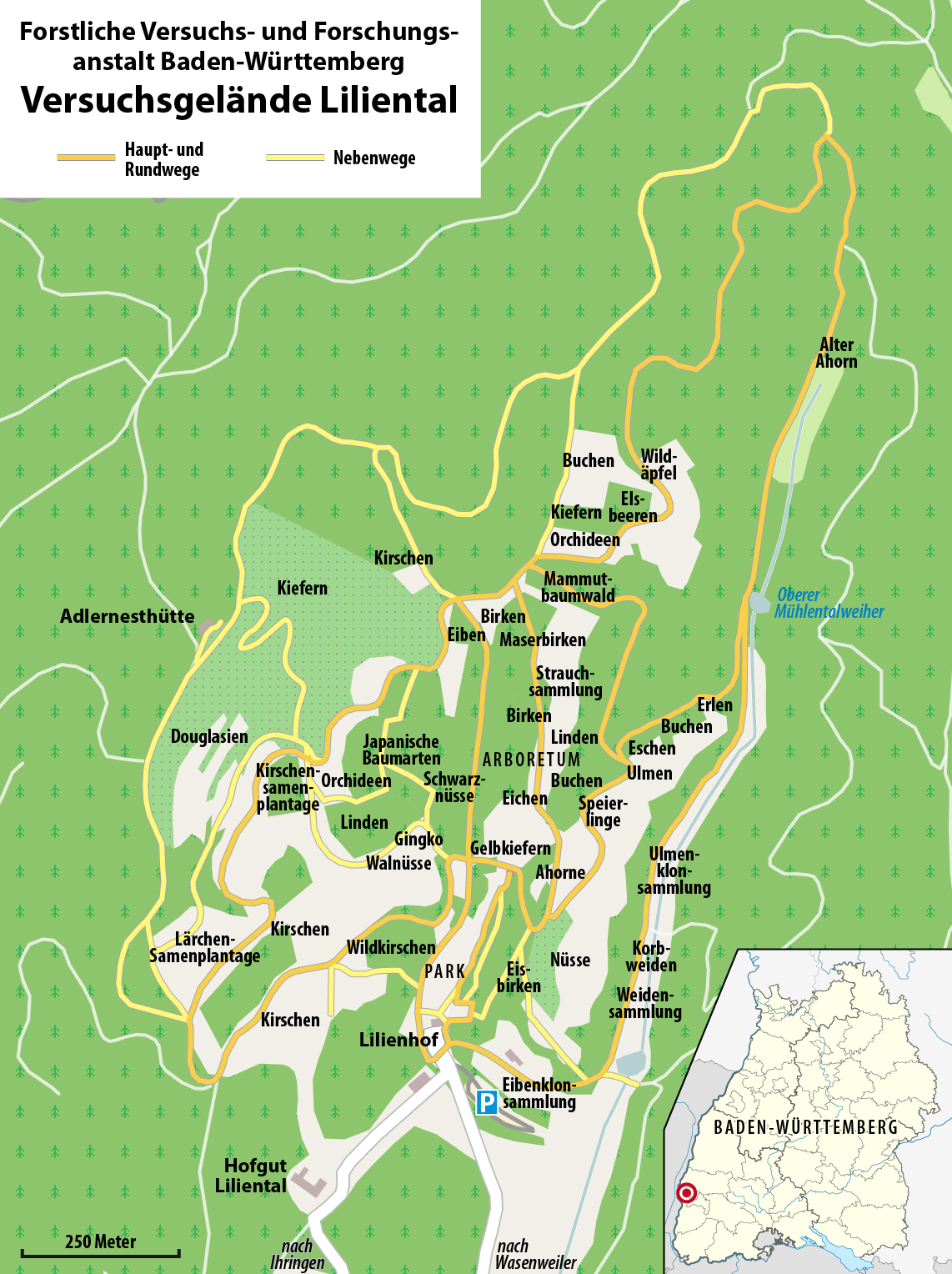
Karte des Versuchsgeländes Liliental der Forstlichen Versuchs- und Forschungsanstalt Baden-Württemberg

Das Liliental liegt im Kaiserstuhl zwischen Ihringen und Wasenweiler in Baden-Württemberg und ist ein forstliches Versuchsgelände, das seit 1958 von der Forstlichen Versuchs- und Forschungsanstalt Baden-Württemberg (FVA) betrieben wird. Das Tal erstreckt sich ab dem Mühlental nordöstlich und liegt südöstlich unterhalb des Totenkopfs.

## Geschichte
Das Gebiet ist nachweislich archäologischer Funde seit langem besiedelt. Erstmals wurde im 11. Jahrhundert der Lilienhof als Besitz der Herren von Üsenberg erwähnt, die dort auch wie im ganzen Kaiserstuhl das Jagdrecht hatten. Im Jahre 1392 ging der Besitz an den Markgrafen von Hachberg. Dieser verpfändete es mit Ihringen an seinen Schwiegersohn, den Grafen zu Leiningen. Durch den Kauf der Herrschaft Hachberg im Jahre 1414 durch Markgraf Bernhard I. wurde schließlich auch Ihringen einschließlich des Lilienhofs markgräflich-badisch. Die landwirtschaftliche Nutzung im Mittelalter ist über Funde von Rebmessern und Hufeisen nachgewiesen. Nach der Entvölkerung durch den Dreißigjährigen Krieg wurde die landwirtschaftliche Nutzung verringert und der Wald eroberte das Gebiet zurück. In der Mitte des 19. Jahrhunderts wurde es von der Badischen Gesellschaft für Tabakprodukte und -handel wieder landwirtschaftlich genutzt. Der Freiherr von Babo errichtete den 280 ha großen Gutsbetrieb Lilienhof. Dieser Betrieb erwarb sich im 19. Jahrhundert unter August Wilhelm Julius Graf von Bismarck, einem Cousin 3. Grades des Reichskanzlers Otto von Bismarck, einen guten Ruf für seine Weinerzeugung und Pferdezucht. Nach mehreren Besitzerwechseln wurde der Gutsbetrieb eingestellt und das gesamte Gelände 1957 von der Landesforstverwaltung erworben, diese übergab daraus das 80 ha große Gebiet an die FVA.

## Baugeschichte

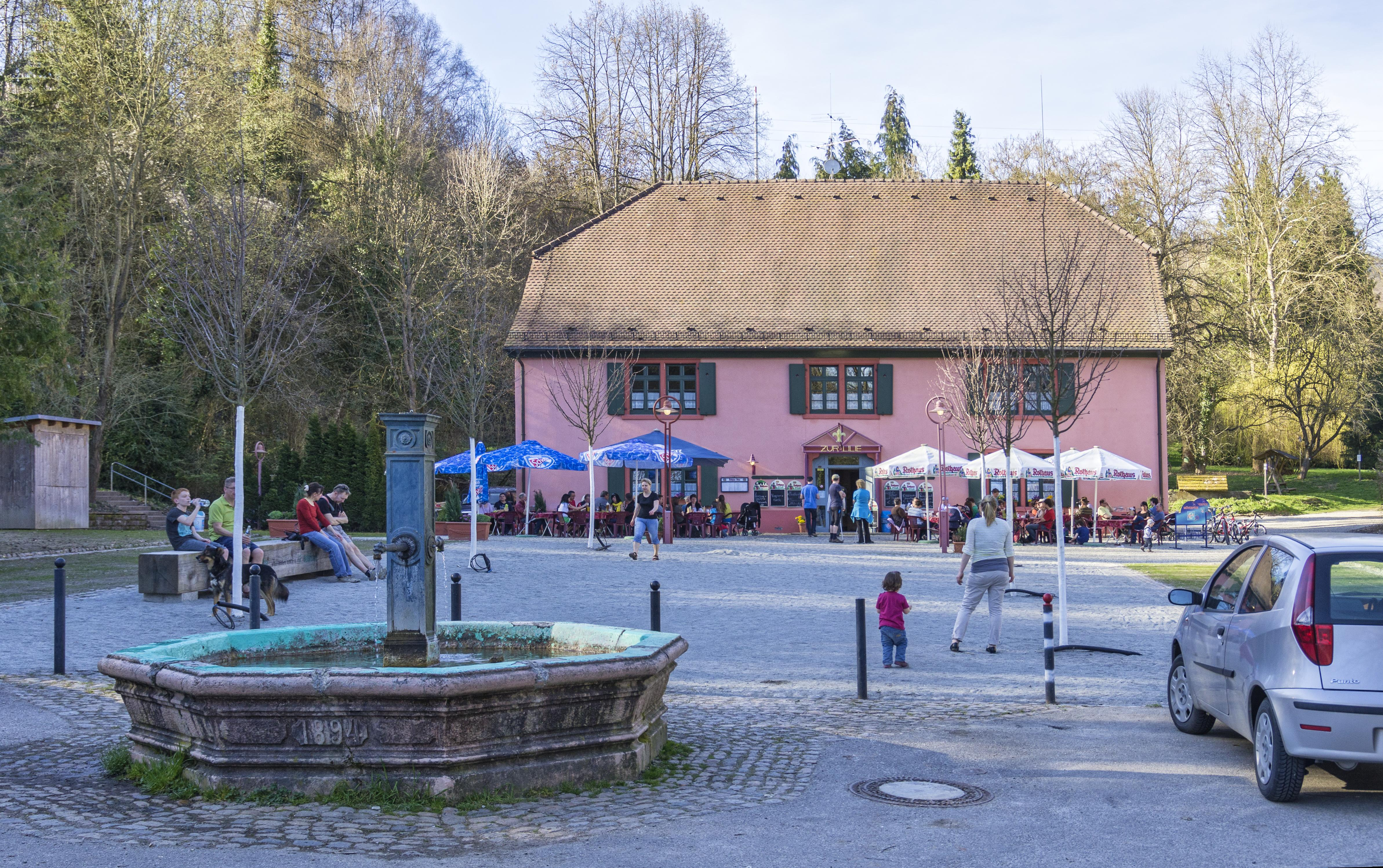
Der Eingangsbereich mit dem Lilienhof

1897 wurde auf dem Gelände das Schloss Lilienhof erbaut, welches inzwischen abgerissen wurde. Die Anlage besteht jetzt aus der ehemaligen Hofanlage mit einem zentralen alten Brunnen, das frühere Haupthaus, genannt Schlößle, wurde 1980 renoviert. Dort befinden sich Räume der Forstverwaltung, ein Vortragssaal und ein gastronomischer Betrieb.

## Versuchsgelände

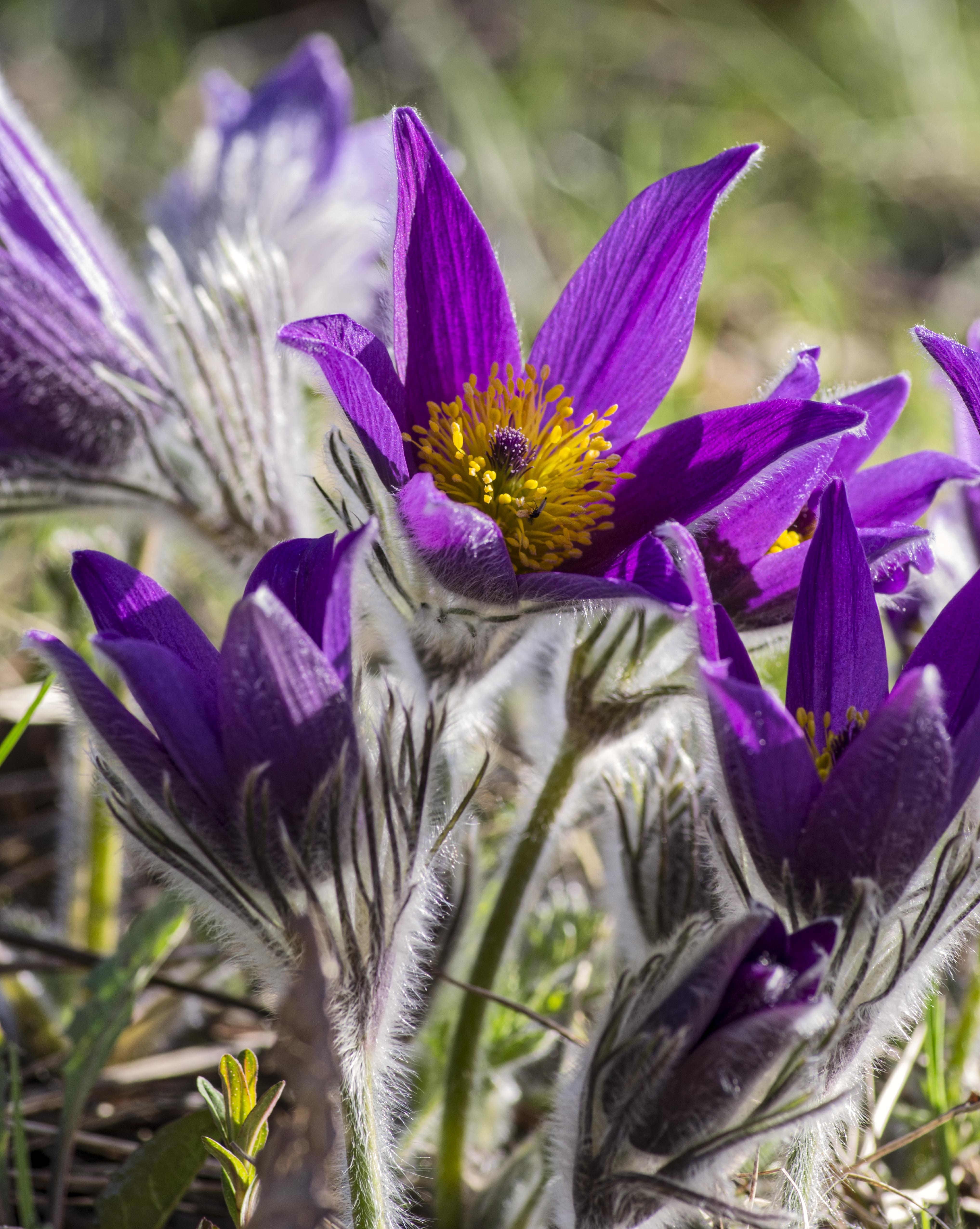
Kuhschellen (Pulsatilla)

Das ca. 80 Hektar umfassende Gelände dient mit seinen Versuchsflächen, Plantagen zur Saatgutgewinnung und einem Arboretum der Forstwissenschaft. Es ist unter anderem für seinen 1,2 ha großen Wald aus Riesenmammutbäumen und seine über 20 geschützten heimischen Orchideenarten bekannt. Das Gebiet im Liliental ist durch seinen Lössboden, der aus Windablagerung von Sanden der Oberrheinischen Tiefebene besteht, mit einem hohen Kalkgehalt und durch Trockenrasen geprägt, hinzukommt, dass Ihringen klimatisch als der wärmste Ort Deutschlands gilt. Zum Gelände gehört als tiefster Punkt das Mühlental mit dem Mühlenbach auf einer Höhe von ungefähr 260 m ü. NHN, der höchste Punkt ist die Adlernesthütte (420 m) mit einem guten Rundblick.
Daneben ist das Liliental ganzjährig als Erholungsgebiet zugänglich. Von den zentralen Gebäuden, dem Lilienhof, die an einer Stichstraße etwa drei Kilometer von der L 114, mit einem Park im Stil eines englischen Gartens liegen, ist das Gebiet mit behindertengerechten Wanderwegen mit seinen drei Rundwegen gut erschlossen. Zu den Wegen gehört auch ein rund drei Kilometer langer Lehrpfad durch das Arboretum.
Im Frühjahr 2016 wurden auf fast drei Hektar Bäume der ehemaligen Lindensamenplantage, Kirschsamenplantage sowie des ehemaligen Kirschenversuchs gefällt, um Platz für Berg-Ahorne zu schaffen. Die gefällten Bäume hatten ihren natürlichen Produktionszyklus überschritten.

## Arboretum

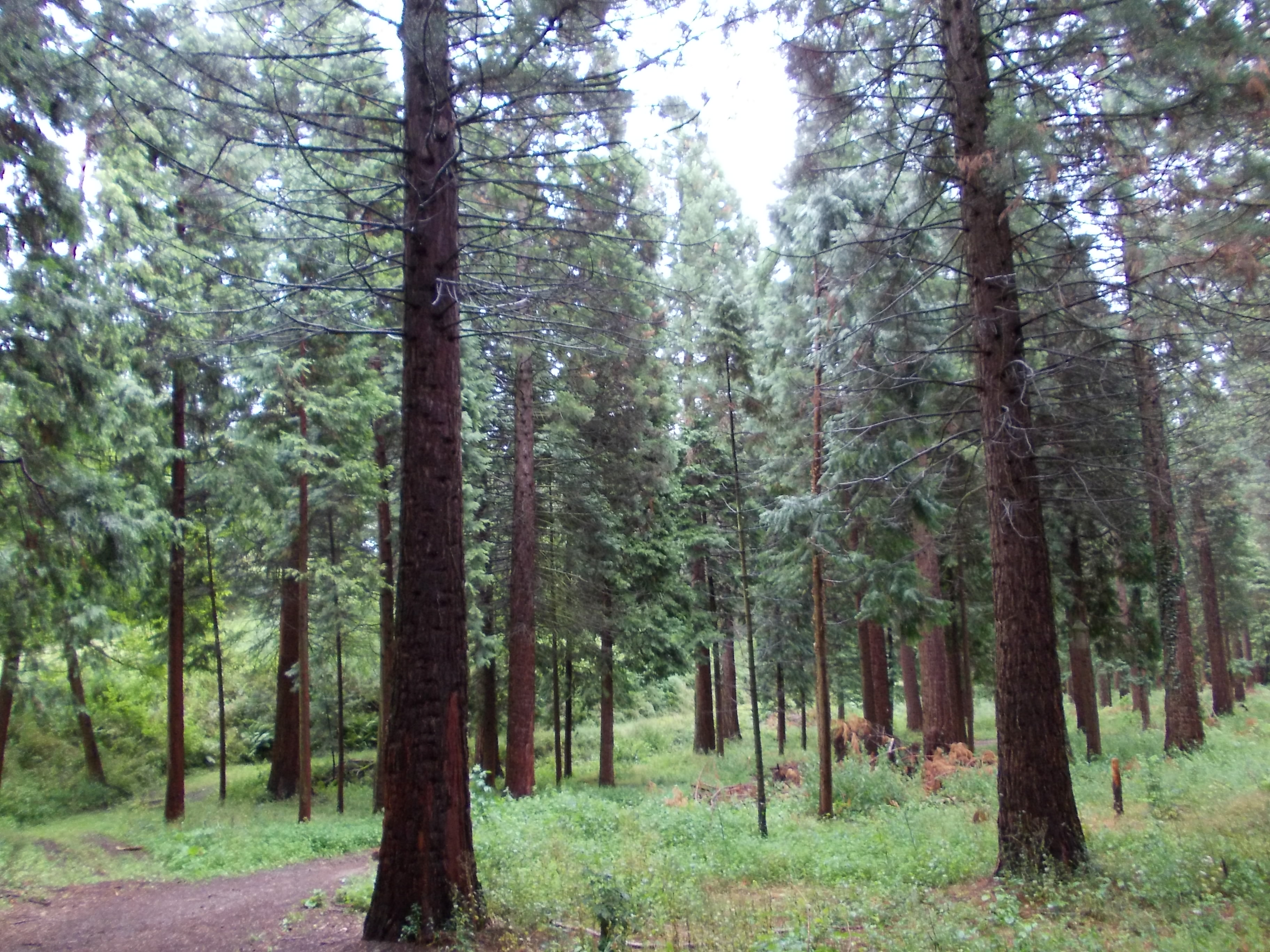
Der Mammutbaumhain im Arboretum Liliental

Auf dem Versuchsgelände ist ein Arboretum angelegt, hinzukommen noch umfangreiche Sammlungen einheimischer und fremder Sträucher. So sind zum Beispiel die Bäume des Mammutbaumwaldes 1956 im Stuttgarter Fasanengarten ausgesät und 1960 an ihre jetzigen Standorte umgepflanzt worden. Inzwischen haben sie sich mit Wuchshöhen mit deutlich über 20 m so gut entwickelt, dass schon einzelne entfernt werden mussten, um das Wachstum der anderen nicht zu behindern. Zu den interessanten Anlagen zählt auch ein Wald mit japanischen Baumarten.